# Rafael Rúa Álvarez
Rafael Rúa Álvarez (Orizaba, Veracruz, 16 de octubre de 1902-31 de mayo de 1971) fue un sacerdote católico, filántropo, filósofo, escritor, orador y personaje popular en el Estado de Veracruz, al ejercer su ministerio eclesiástico enfrentando gran parte de su vida la persecución religiosa y siendo alumno y amigo cercano del obispo Rafael Guízar y Valencia. Al ser designado párroco de San Miguel en 1940, la iglesia más importante de la ciudad de Orizaba, ejerció una notable obra por las siguientes tres décadas más allá del ámbito religioso impulsando la creación de escuelas particulares dirigidas por órdenes religiosas y fue un precursor del Instituto Tecnológico de Orizaba. Tras pasar la última década de su vida con menor intensidad de actividades al sufrir de un tumor cerebral, falleció en 1971 siendo su funeral uno de los más recordados en Orizaba al asistir diversos personajes de la sociedad veracruzana incluyendo ateos, protestantes y políticos que fueron amigos en vida de este sacerdote como por ejemplo el expresidente de México Miguel Alemán Valdés.